# Bodljikava veprina
Bodljikava veprina (oštrolisna veprina, kostrika, veprovina, ježevina, metlika; lat. Ruscus aculeatus) je vazdazeleni grm. Stabljika joj je razgranata i nosi dvije vrste listova, a može narasti od 30 cm pa do jedan metar visine. Lažni su listovi šiljati i bodljikavi, po čemu je dobila i naziv oštrolisna veprina, a s njihove donje strane su maleni pravi listovi. Iz neuglednih cvjetova razvija se plod otrovna boba crvene boje kojim se hrane razne životinje. Bodljikava veprina inače pripada sloju grmlja, a u Hrvatskoj je zaštićena biljka. Mladi izdanci biljke jestivi su, no zbog zaštićenosti biljke mogu se sabirati samo u ekstremnim situacijama. Preferira vapnenasto tlo. Raste na mnogim nalazištima u kontinentalnom i primorskom području: Slavonija, Hrvatsko zagorje, Samoborsko gorje, Medvednica, Gorski kotar, Lika, Velebit, Istra, otoci Cres i Lošinj te okolica Nina.

## Ljekovitost
Najviše se koristi kod liječenja proširenih vena te hemoroida (podzemni dijelovi biljke). Smanjuje zatvor i zadržavanje vode, potiče cirkulaciju, ne smije se koristiti kod osoba s visokim tlakom.